# Achada do Castro
Achada do Castro é um sítio povoado da freguesia das Achadas da Cruz, concelho do Porto Moniz, Ilha da Madeira.